# レイクオブザウッズ郡 (ミネソタ州)
レイクオブザウッズ郡（英: Lake of the Woods County）は、アメリカ合衆国ミネソタ州の最北部に位置する郡である。2010年国勢調査での人口は4,045人であり、2000年の4,522人から10.5％減少した。郡庁所在地はボーデット市（人口1,106人）であり、同郡で人口最大の都市でもある。郡の北端には北西三角地帯が入っており、大陸アメリカ合衆国の中では最北になる。ウッズ湖はカナダとの国境になっている。飛び地となっているエルム・ポイントに陸路から行く場合は、カナダ領内を通る必要がある。

## 歴史
レイクオブザウッズ郡は郡内総面積の中で大きな比率を占めるウッズ湖に因んで名付けられた。1688年、ケベックのトロワリヴィエールから来たフランス人ジャック・ド・ノイオンがこの地域を探検し、ウッズ湖を見た最初の白人になった。ノイオンはこの湖を Lac aux Îles （諸島の湖）と名付けた。
1885年、ウッズ湖地域では初の開拓者となったヴィルヘルム・チッペルはドイツからの移民で漁師だった。湖の南岸に入植し、現在はそこがジッペルベイと呼ばれている。それから間もなく湖の南西側にアロンゾ・ウィーラーが入植し、そこは現在ウィラーズポイントと呼ばれている。
1910年10月、ボーデット大火と呼ばれる火事が起こり、30万エーカー (1,200 km2) を焼き尽くし、スプーナー、ボーデット、グレイストン、ピット、ウィリアムズ、シーダースパーの町を破壊した。レイクオブザウッズ郡は1923年1月1日、ボーデットを郡庁所在地として設立された。州内では最も新しい郡である。1922年11月28日に組織化されており、このときの住民投票で北部の郡区を分割することを承認した。

## 地理
アメリカ合衆国国勢調査局に拠れば、郡域全面積は1,775.05平方マイル (4,597.4 km2)であり、このうち陸地1,296.70平方マイル (3,358.4 km2)、水域は478.35平方マイル (1,238.9 km2)で水域率は26.95％である。

### 主要高規格道路
- ミネソタ州道11号線
- ミネソタ州道72号線
- ミネソタ州道172号線

### 隣接する郡など
- カナダ、オンタリオ州ケノーラ地区 - 北東
- カナダ、オンタリオ州レイニーリバー地区 - 北東
- クーチチング郡 - 南東
- ベルトラミー郡 - 南
- ロゾー郡 - 西
- カナダ、マニトバ州、パイニー - 西
- カナダ、マニトバ州、バッファローポイント - 西
- カナダ、マニトバ州未編入第1部 - 北西

## 人口動態

2000人口ピラミッド

以下は2000年国勢調査による人口統計データである。
| 基礎データ - 人口: 4,522人 - 世帯数: 1,903世帯 - 家族数: 1,267 家族 - 人口密度: 1人/km2（4人/mi2） - 住居数: 3,238軒 - 住居密度: 1軒/km2（2軒/mi2） 人種別人口構成 - 白人: 97.21% - アフリカン・アメリカン: 0.29% - ネイティブ・アメリカン: 1.13% - アジア人: 0.24% - その他の人種: 0.11% - 混血: 1.02% - ヒスパニック・ラテン系: 0.64% 先祖による構成 - ノルウェー系：26.2％ - ドイツ系：22.3％ - スウェーデン系：8.9％ - アメリカ人：5.8％ - イギリス系：5.0％ 年齢別人口構成 - 18歳未満: 24.7% - 18-24歳: 5.7% - 25-44歳: 25.1% - 45-64歳: 27.2% - 65歳以上: 17.2% - 年齢の中央値: 42歳 - 性比（女性100人あたり男性の人口） - 総人口: 101.0 - 18歳以上: 102.6 | 世帯と家族（対世帯数） - 18歳未満の子供がいる: 29.2% - 結婚・同居している夫婦: 57.4% - 未婚・離婚・死別女性が世帯主: 5.3% - 非家族世帯: 33.4% - 単身世帯: 29.7% - 65歳以上の老人1人暮らし: 12.9% - 平均構成人数 - 世帯: 2.35人 - 家族: 2.93人 収入と家計 - 収入の中央値 - 世帯: 32,861米ドル - 家族: 38,936米ドル - 性別 - 男性: 30,469米ドル - 女性: 24,813米ドル - 人口1人あたり収入: 16,976米ドル - 貧困線以下 - 対人口: 9.8% - 対家族数: 6.7% - 18歳未満: 8.3% - 65歳以上: 10.6% |

## 都市と郡区
郡区の全てに名前が付けられているが、2001年時点で郡区政府は無い。公式には全て未編入領域である。

| 都市                                                      | 郡区 | 郡区 | 未編入の町 |
| --------------------------------------------------------- | --- | --- | --- |
| - ボーデット - 郡庁所在地 - ルーズベルト † - ウィリアムズ | - アングル - ボーデット - ビーバーダム* - ブーン - チルグレン - クローバーデール* - ユージーン* - フォレストエリア - ガドリッド - ハイウッド* - キール - レイクウッド - マクドゥガルド - メドウランド* - マイハー - ノリス* | - ノイズ* - パーク* - パイオニア* - ポタモ - プロスパー - ラピッドリバー - ルーリエン - スプーナー - スウィフトウォーター - 157-30郡区 - 158-30郡区 - ビクトリー - ワバニカ - ウォルハラ - ウィーラー - ジッペル | - アングルインレット - アーンセン - バーチビーチ - カープ - クレメントソン - フォーンス - グレイストン - ハケット - ルード - ロングポイント - オークアイランド - ペナシー - ピット - サンディショアズ - ウィーラーポイント |

* これらの郡区は2000年国勢調査の後で、フォレストエリア郡区から創られた

† ルーズベルト市の大半はロゾー郡に入っているが、2000年国勢調査に拠れば、レイクオブザウッズ郡に含まれる0.1平方キロメートルの中に3人が住んでいる